# متحف الفنون الحرفية في برلين
متحف الفنون الحرفية في برلين (بالألمانية: Kunstgewerbemuseum Berlin) يعد أحد المتاحف الحكومية في المدينة ويحوي العديد من المجموعات الفنية الحرفية الأوروبية منذ العصور الوسطى وحتى يومنا هذا. تأسس المتحف عام 1867 وتغيركل من موقعه واسمه عدة مرات حتى عام 1995، كما توسعت مساحة معرضة باستمرار. في عام 1985 افتُتح مبنى المعرض الذي تم تشييده حديثًا في منطقة كلتورفوراُم (بالألمانية:Kulturforum) في برلين-مته. الفرع الواقع في قصر كوبينك (بالألمانية: Schloss Köpenick) والذي كان مؤسسة مستقلة في برلين الشرقية حتى عام 1990، هو أيضا جزء من متحف الفنون الحرفية في برلين.

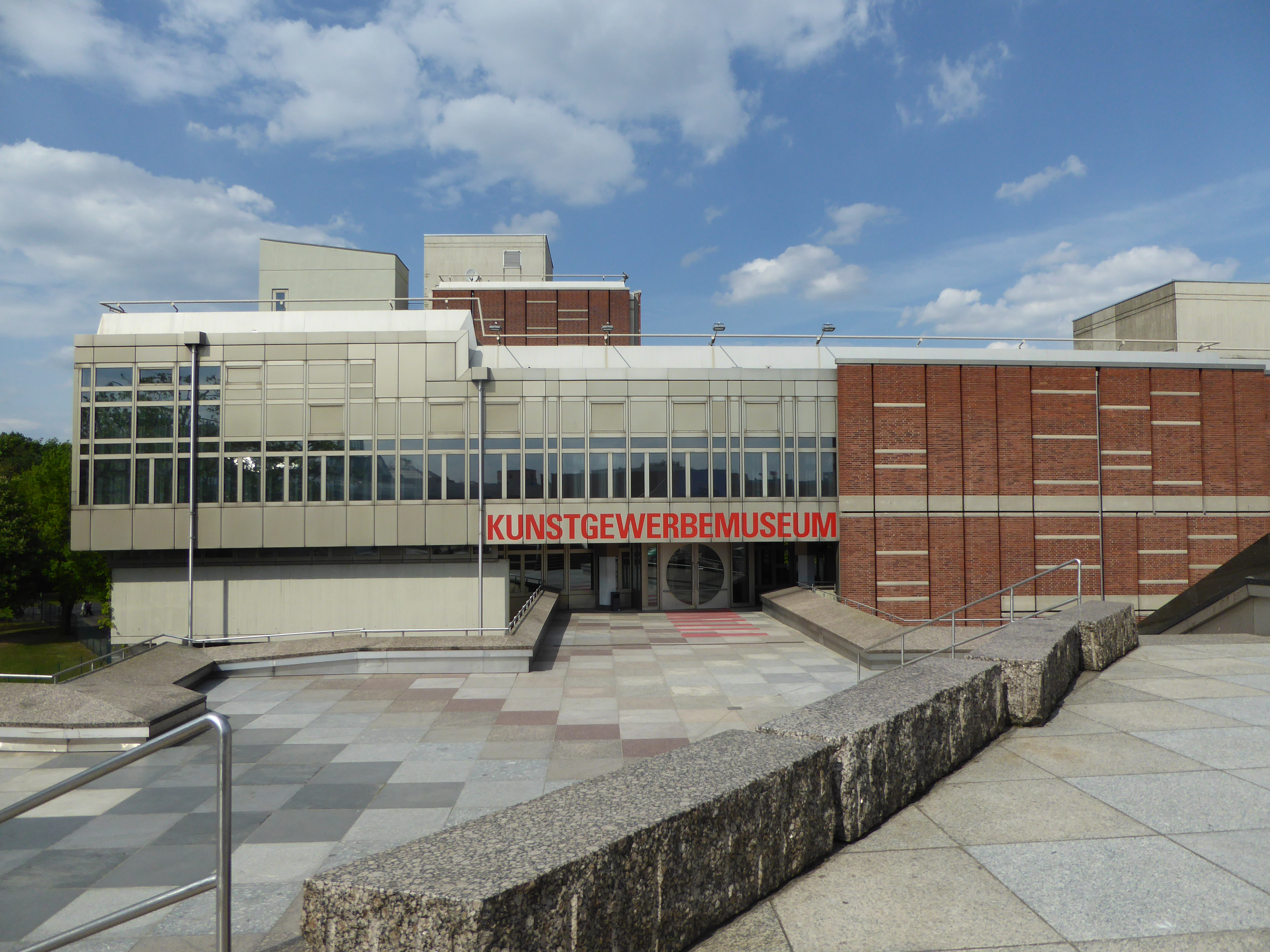
مدخل متحف الفنون الحرفية في برلين

في عام 2019، بلغ عدد زوار المتحف حوالي 51000 زائر.

## التاريخ
افتُتح متحف برلين للفنون الحرفية عام 1867 باسم «المتحف الحرفي الألماني في برلين» وعُرضت فيه معروضات معرض باريس العالمي 1867(بالفرنسية:Exposition universelle de 1867). كانت وظيفة المتحف تعليم وتطوير الأذواق الفنية للحرفيين، الرسامين الصناعيين وعامة الناس. أُنشئت المؤسسة التعليمية التابعة لمتحف الفنون الحرفية في برلين، والتي تنتمي لجامعة برلين للفنون في الوقت الحاضر، عام 1868 كمؤسسة تدريب بمبادرة من الجمعية التابعة للمتحف. بعد شراء التحف الفضية الخاصة بمجلس لونبورغ عام 1874 والاستحواذ على حوالي 7000 تحفة من غرفة فنون براندنبورغ البروسية عام 1875، كان متحف برلين للفنون الحرفية واحداً من أهم المتاحف من نوعه في أوروبا. في عام 1879 تم تغيير اسمه إلى متحف برلين للفنون الحرفية.

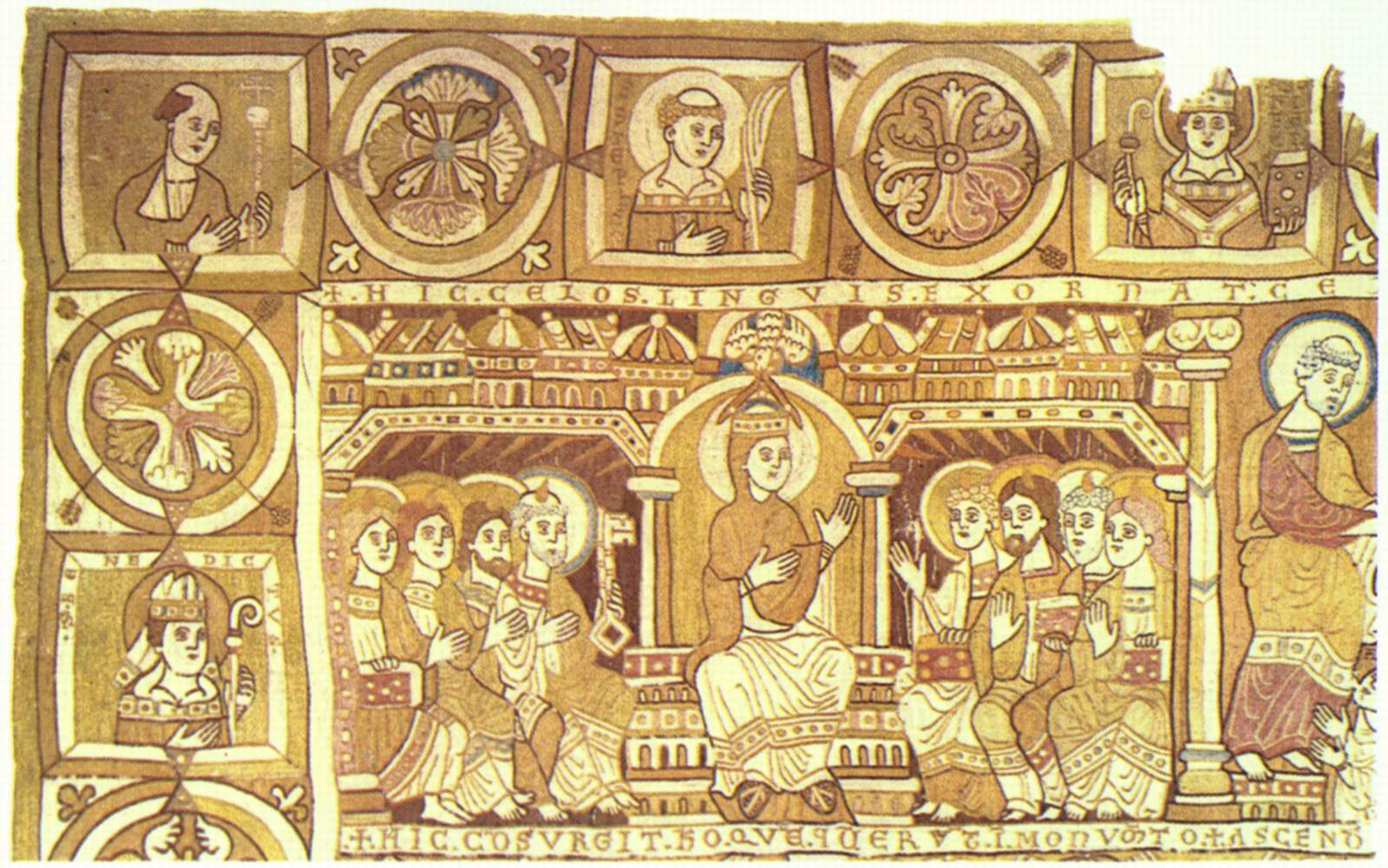
جزء من جدارية مصنوعة من الحرير تعود للعام 1170
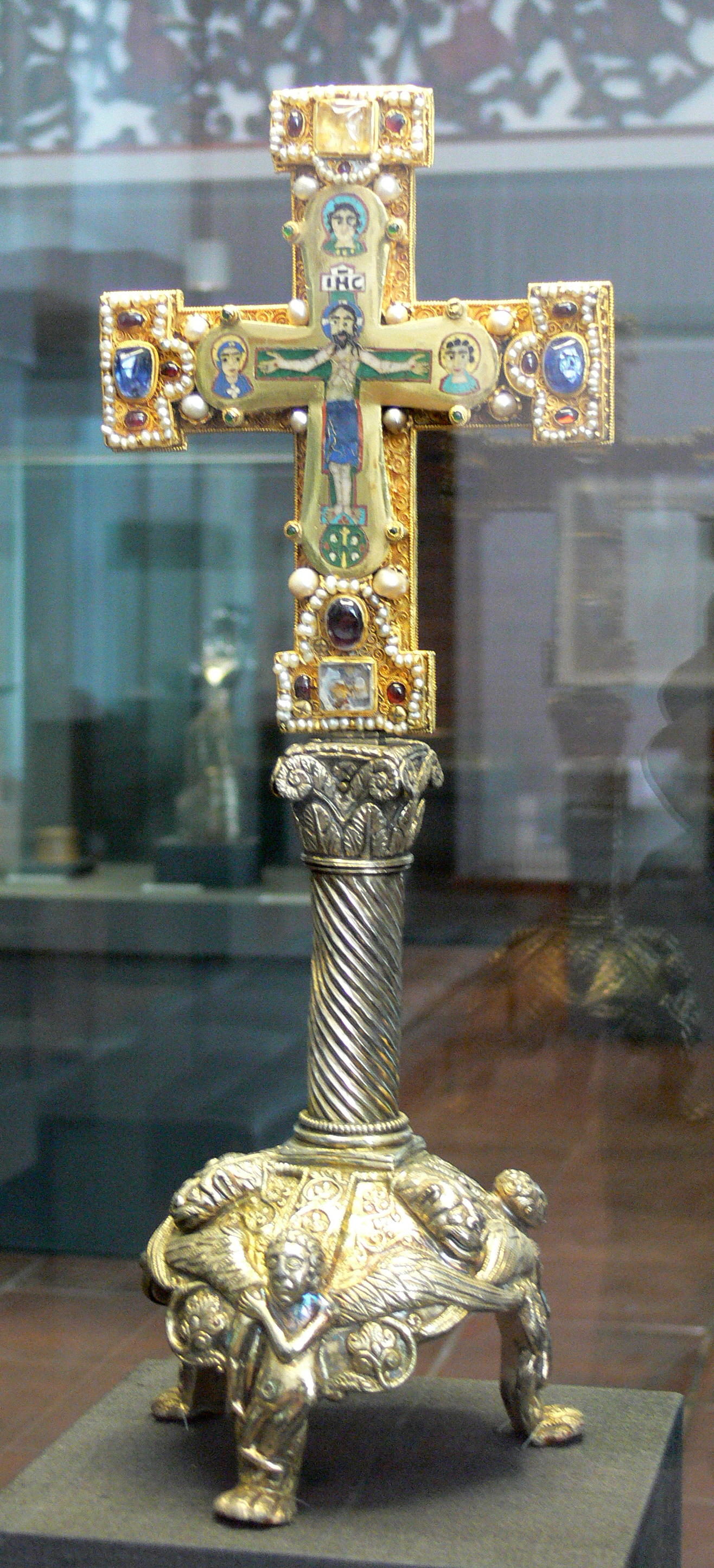
صليب أسرة فيلف، إحدى قطع كنز أسرة فيلف، النصف الأول من القرن الثاني عشر
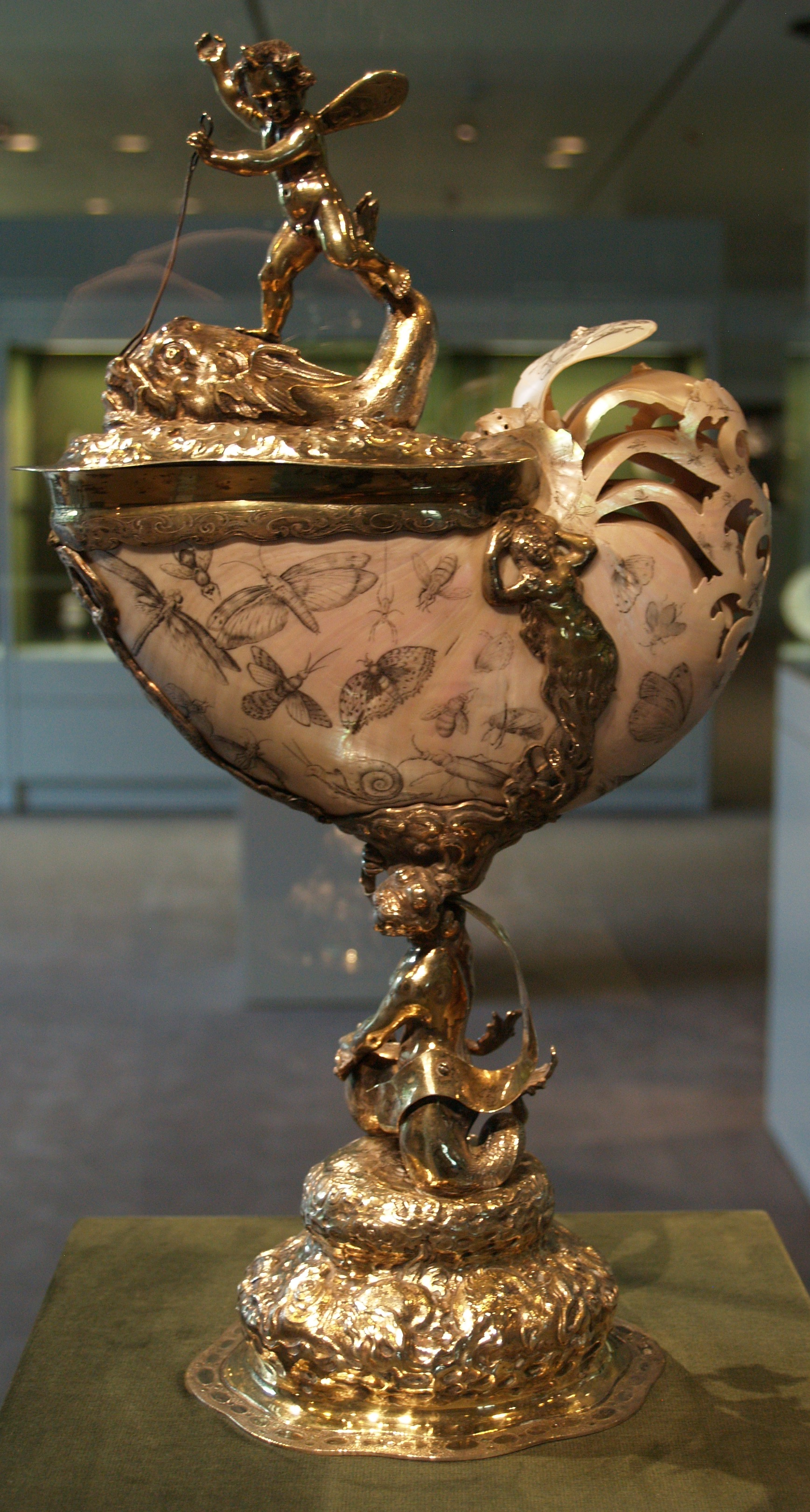
كأس نوتيلوس مع شعار النبالة لألكسندر كوسوفسكي، يعود للعام 1643-1667
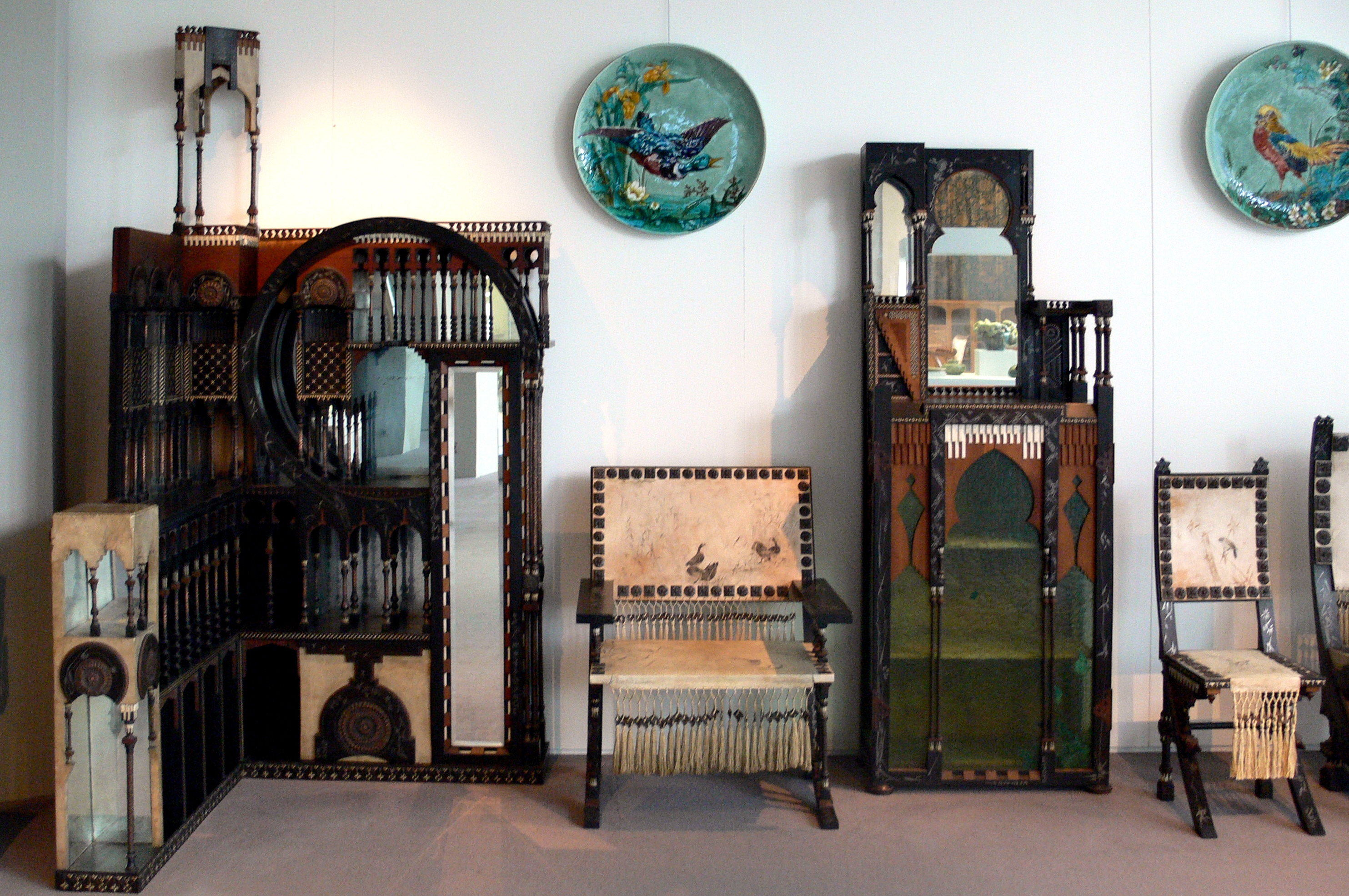
أثاث صالون من تصميم كارلو بوجاتي، ميلانو قرابة عام 1885
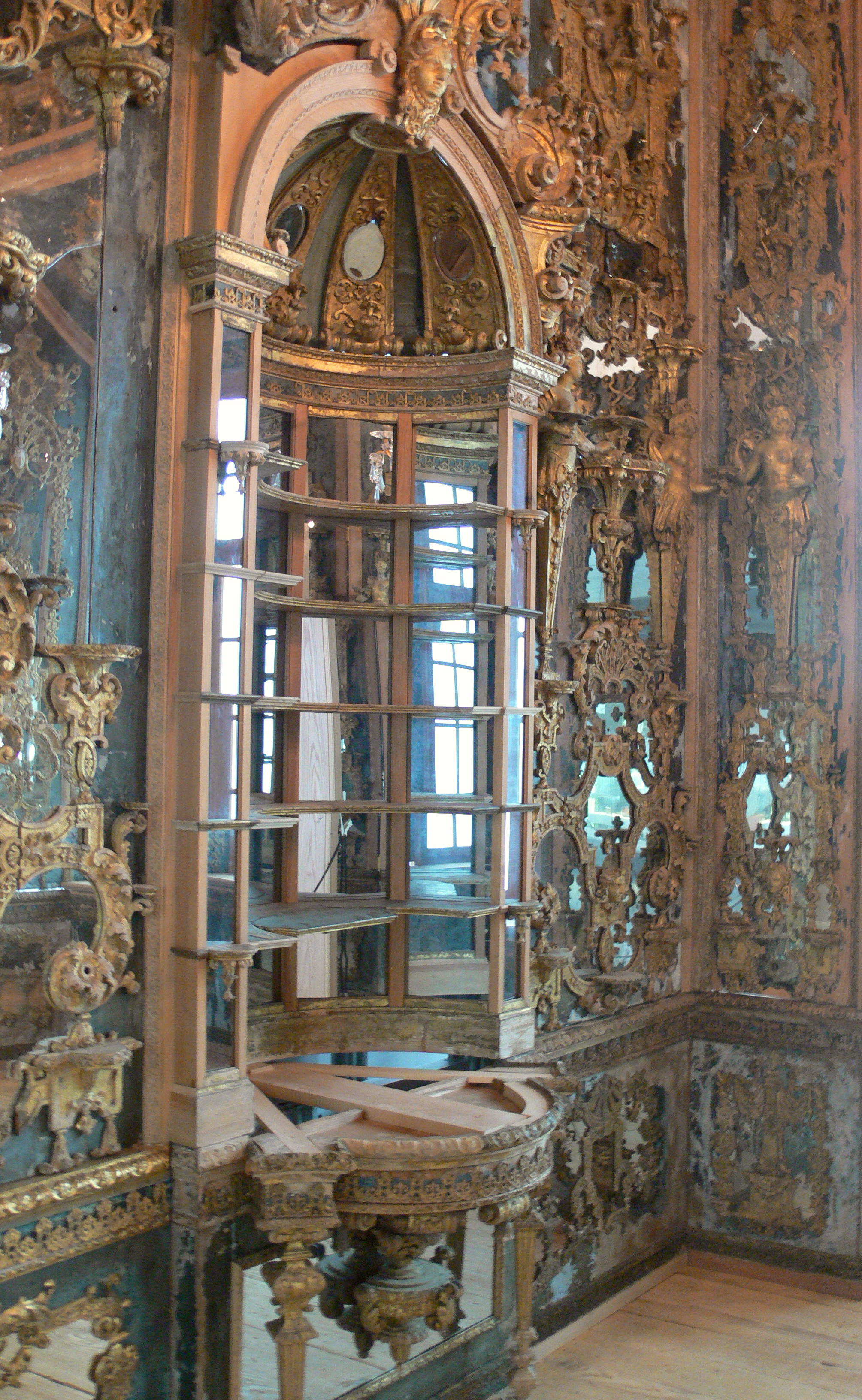
خزانة مع مرآة من قلعة ميرسبورغ ، تعود للعام 1712–1715